# 617 هـ
617 هـ هي سنة في التقويم الهجري امتدت مقابلةً في التقويم الميلادي بين سنتي 1220 و1221.

## وفيات
- المنصور محمد بن عمر
- عبد الله اليونيني